# قطار آن شب (فیلم ۱۳۹۷)
قطار آن شب، یک فیلم سینمایی به نویسندگی بهروز رشاد و حمیدرضا قطبی، کارگردانی حمیدرضا قطبی و تهیه‌کنندگی بهروز رشاد محصول سال ۱۳۹۷ است. این فیلم از ۲ بهمن ۱۳۹۸ اکران شد اما در پی شیوع ویروس کرونا در ایران و تعطیلی سینماها، اکران آن ناتمام ماند و پس از آن از ۱ تیر ۱۳۹۹ در برنامهٔ اکران تابستانی سینماها قرار گرفت.
این فیلم در سی و دومین جشنوارهٔ بین‌المللی فیلم‌های کودکان و نوجوانان برندهٔ پروانهٔ زرین بهترین فیلم کودک از نگاه داوران کودک، دیپلم افتخار بهترین بازیگر و پروانهٔ زرین جایزهٔ ویژهٔ هیئت داوران و جایزهٔ نوآوری شد. قطار آن شب، همچنین در بخش رقابتی بیست و پنجمین دورهٔ جشنوارهٔ بین‌المللی فیلم کودک و نوجوان اشلینگل آلمان حضور دارد.

## داستان فیلم
در خلاصهٔ داستان فیلم آمده‌است: «دختربچه‌ای قول خانم نویسنده‌ای را که در قطار با او آشنا شده‌است، آنقدر جدی می‌گیرد که مدت‌ها در انتظار تلفن و دیدار مجدد او است. اما این موضوع برای نویسندهٔ بدقول، فقط دستمایهٔ نوشتن یک داستان جدید می‌شود و خیال و واقعیت درهم می‌آمیزد. تلاش دختربچه برای رهایی از دلتنگی‌ها و کابوس و همچنین کمک‌های پدر، ناشر نویسنده و مسئول ایستگاه قطار که خودش سوژهٔ قبلی خانم نویسنده بوده‌است، حوادث تازه‌ای را رقم می‌زند.»

## بازیگران
- افشین هاشمی
- سیامک صفری
- مریم بوبانی
- بهناز نادری
- بهرام شاکری اسدی
- آیلین رشیدیان